# Deutsche Bundesbank

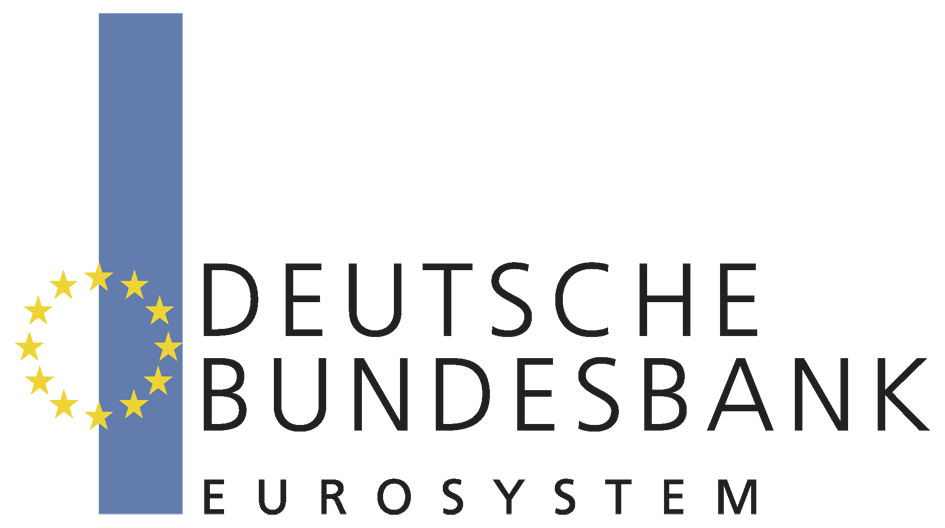
Logotyp för den Tyska Federala Banken

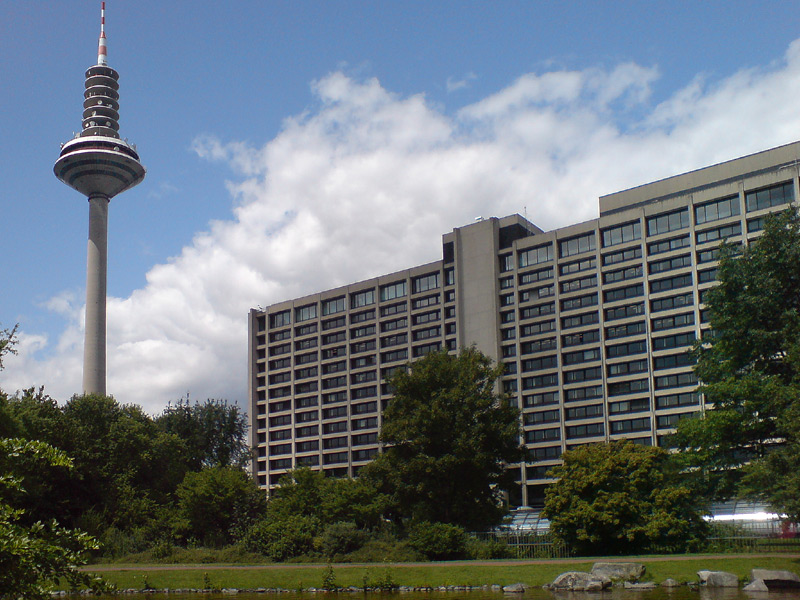
Deutsche Bundesbank t.h., Europaturm (Europatornet) t.v., Frankfurt am Main

Deutsche Bundesbank (Tyska förbundsbanken) är Tysklands centralbank med huvudkontor i Frankfurt am Main. Den bildades 1957 och efterträdde då Bank Deutscher Länder. 
Historiskt är Bundesbanks företrädare Reichsbank.